# Nyceryx eximia
Nyceryx eximia là một loài bướm đêm thuộc họ Sphingidae. Loài này có ở Panama, Costa Rica, Guatemala và México , cũng như Ecuador.
Chiều dài cánh trước khoảng 22-27.5 mm. Nó gần giống loài Nyceryx tacita.
Cá thể trưởng thành có lẽ mọc cánh quanh năm.

## Phân loài
- Nyceryx eximia eximia (Panama, Costa Rica, Guatemala và Mexico)
- Nyceryx eximia occidentalis Cadiou & Haxaire, 1997 (Ecuador)